# Přibyslavice (Vysočina)
Přibyslavice (in tedesco Przibislawitz) è un comune della Repubblica Ceca facente parte del distretto di Třebíč, nella regione di Vysočina.